# John Halliday

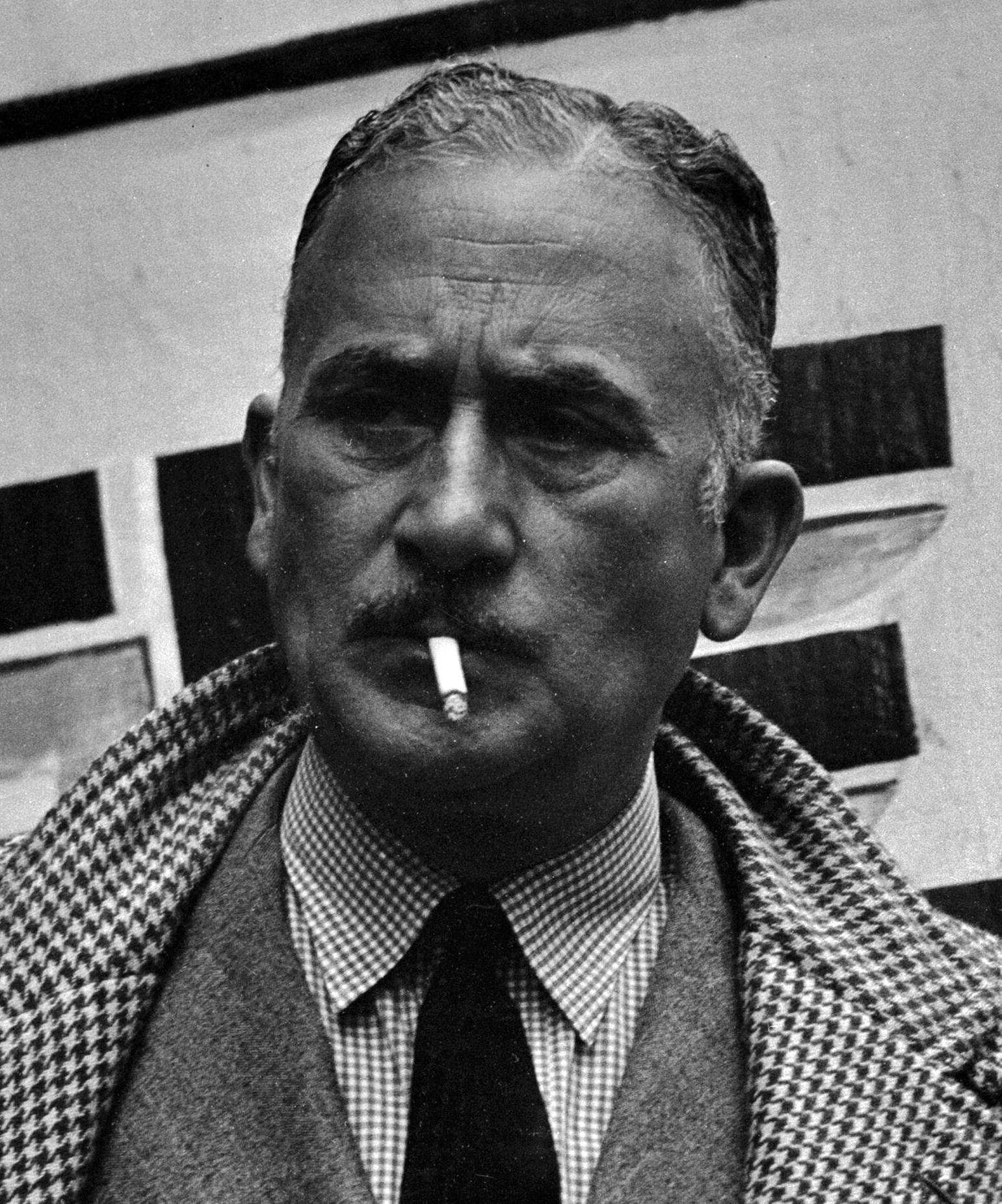
John Halliday (1935)

John Halliday (* 14. September 1880 in Brooklyn, New York; † 17. Oktober 1947 in Honolulu, Hawaii) war ein US-amerikanischer Schauspieler.

## Leben und Karriere
Der gebürtige New Yorker John Halliday kämpfte um 1900 mit den britischen Truppen im Zweiten Burenkrieg. Einige Jahre später betätigte sich der gelernte Bauingenieur mit geringem Erfolg als Goldsucher nach Nevada. Schließlich wurde er Schauspieler, im November 1912 war er erstmals am Broadway in New York zu sehen. Bis 1937 spielte Halliday in mindestens 18 Produktionen am Broadway, sein letztes Theaterstück dort war Tovarich, das zwischen Oktober 1936 und August 1937 insgesamt 356 Aufführungen hatte. Halliday bekleidete im Stück die Rolle des Prince Mikail, die in der gleichnamigen Verfilmung des Stückes aus dem Jahre 1937 von Charles Boyer verkörpert wurde.
Bereits 1911 hatte Halliday sein Debüt als Filmschauspieler gegeben. Während der Stummfilmzeit spielte er in vielen vergessenen Kurzfilmen, für die meiste Zeit konzentrierte sich seine Karriere aber auf das Theater. Halliday gehörte zu den zahlreichen Broadway-Shauspielern, die gegen Ende der 1920er-Jahre, zu Beginn der Tonfilmzeit, aufgrund ihrer Sprecherfahrung vom Theater nach Hollywood verpflichtet wurden. In den 1930er Jahren verkörperte Halliday vor allem ergraute, elegant wirkende Herren, darunter Geschäftsmänner, Aristokraten und Ärzte. Trotz seiner amerikanischen Herkunft spielte er mehrfach britische Figuren der gehobenen Gesellschaft. Er verkörperte u. a. einen Herzog in dem Filmdrama Peter Ibbetson aus dem Jahr 1935 sowie ein Jahr später den zwielichtigen Komplizen von Marlene Dietrichs Diebin in der Komödie Perlen zum Glück, jeweils an der Seite von Gary Cooper. Seine vielleicht heute noch bekannteste Rolle übernahm Halliday in dem Komödienklassiker Die Nacht vor der Hochzeit (1940) als wohlhabender Vater von Katharine Hepburn, der seine Familie für ein junges Showgirl verlassen hat. Ein Jahr später beendete Halliday nach rund 90 Filmen seine Schauspielkarriere.
John Halliday war dreimal verheiratet: Seine erste Ehe mit Camille Personi wurde geschieden, ebenso seine zweite Ehe mit der Schauspielerin Eva Lang (1885–1932) zwischen 1918 und 1928. Hallidays dritte Ehe mit der Schauspielerin Eleanor Griffith (1902–1986) hielt von 1929 bis zu seinem Tod 1947. Seinen Lebensabend verbrachte Halliday auf Hawaii, wo er im Alter von 67 Jahren an Herzproblemen verstarb.

## Filmografie (Auswahl)
- 1911: Her Inspiration (Kurzfilm)
- 1916: The Devil's Toy
- 1928: Masked Lover
- 1931: Transatlantic
- 1931: Consolation Marriage
- 1932: Luana (Bird of Paradise)
- 1933: Perfect Understanding
- 1933: The House on 56th Street
- 1934: Housewife
- 1935: Der Weg im Dunkel (The Dark Angel)
- 1935: Peter Ibbetson
- 1936: Perlen zum Glück (Desire)
- 1938: Blockade
- 1938: That Certain Age
- 1939: Hotel for Women
- 1939: Intermezzo (Intermezzo, a Love Story)
- 1940: Escape to Glory
- 1940: Die Nacht vor der Hochzeit (The Philadelphia Story)
- 1941: Ein Frauenherz vergißt nie (Lydia)